# Forcepacsa rieki
Forcepacsa rieki is een insect uit de familie van de vlinderhaften (Ascalaphidae), die tot de orde netvleugeligen (Neuroptera) behoort. 
Forcepacsa rieki is voor het eerst wetenschappelijk beschreven door New in 1984.